# Spirlin
Alburnoides bipunctatus
Pour les articles homonymes, voir Ablette (homonymie).
Espèce
Statut de conservation UICN

 LC  : Préoccupation mineure
Le Spirlin (Alburnoides bipunctatus), ou Ablette spirlin est un poisson d’eau douce d’Eurasie.
Il ne faut pas le confondre avec l'Ablette (Alburnus alburnus)

## Description
Petit poisson de 10 à 12 cm pouvant atteindre 16 cm, il est de couleur grise avec des reflets argentés et  une partie dorsale brun verdâtre. Il possède une ligne de points sur toute la longueur des flancs.

## Habitat
Il fréquente les rivières non polluées et bien oxygénées, mais évite les eaux froides. On le trouve également en lac.

## Alimentation
Ce poisson se nourrit d'algues ainsi que d'insectes et larves qu'il prélève en pleine eau à contre-courant ou gobe en surface.

## Reproduction
Pendant la saison de frai, en mai-juin, dès l'âge de 2 ans, la femelle s'accouple et pond des œufs à plusieurs reprises, avec un espacement de quelques jours pendant quelques semaines. Ces œufs se collent aux pierres et graviers du fond du cours d'eau, dans les interstices. De ce fait, en se déplaçant au cours de la période de frai, le spirlin peut coloniser un vaste territoire.

## Référence
- (en) Animal Diversity Web : Alburnoides bipunctatus (consulté le 1er août 2014)
- (en) Catalogue of Life : Alburnoides bipunctatus (Bloch, 1782) (consulté le 17 décembre 2020)
- (fr) DORIS : espèce Alburnoides bipunctatus (consulté le 1er août 2014)
- (en) Fauna Europaea : Alburnoides bipunctatus (Bloch, 1782) (consulté le 16 mars 2023)
- (en + fr) FishBase : espèce Alburnoides bipunctatus  (Bloch, 1782) (+ traduction) (+ noms vernaculaires 1 & 2) (consulté le 1er août 2014)
- (fr) INPN : Alburnoides bipunctatus  (Bloch, 1782) (TAXREF)  (consulté le 1er août 2014)
- (fr + en) ITIS : Alburnoides bipunctatus  (Bloch, 1782) (consulté le 1er août 2014)
- (en) NCBI : Alburnoides bipunctatus (taxons inclus) (consulté le 1er août 2014)
- (en) UICN : espèce Alburnoides rossicus (Bloch, 1782) (consulté le 2 juin 2015)
- (en) WoRMS : espèce Alburnoides bipunctatus (Bloch, 1782) (consulté le 1er août 2014)